# Johann Caspar Füssli

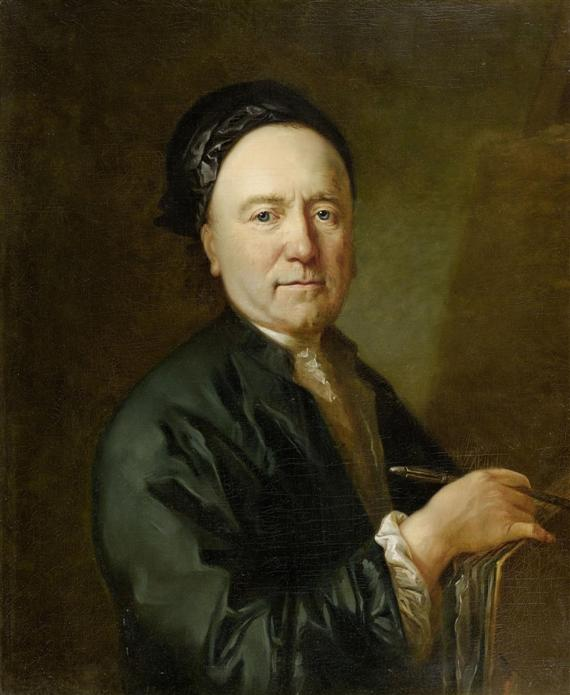
Füssli porträtterad av Anton Graff.

Johann Caspar Füssli, född 3 januari 1706 i Zürich, död 6 maj 1782 där, var en schweizisk porträttmålare och konstskriftställare. Han var far till Hans Rudolf, Johann Heinrich Füssli (båda målare) och Johann Kaspar Füssli (entomolog).
Bland hans konsthistoriska arbeten märks Geschichte der besten Maler in der Schweiz (1778) och Verzeichniss der besten Kupferstecher (1771).